# Ford Everest
Ford Everest – samochód osobowy typu SUV klasy wyższej produkowany pod amerykańską marką Ford od 2003 roku. Od 2022 roku produkowana jest czwarta generacja pojazdu.

## Pierwsza generacja

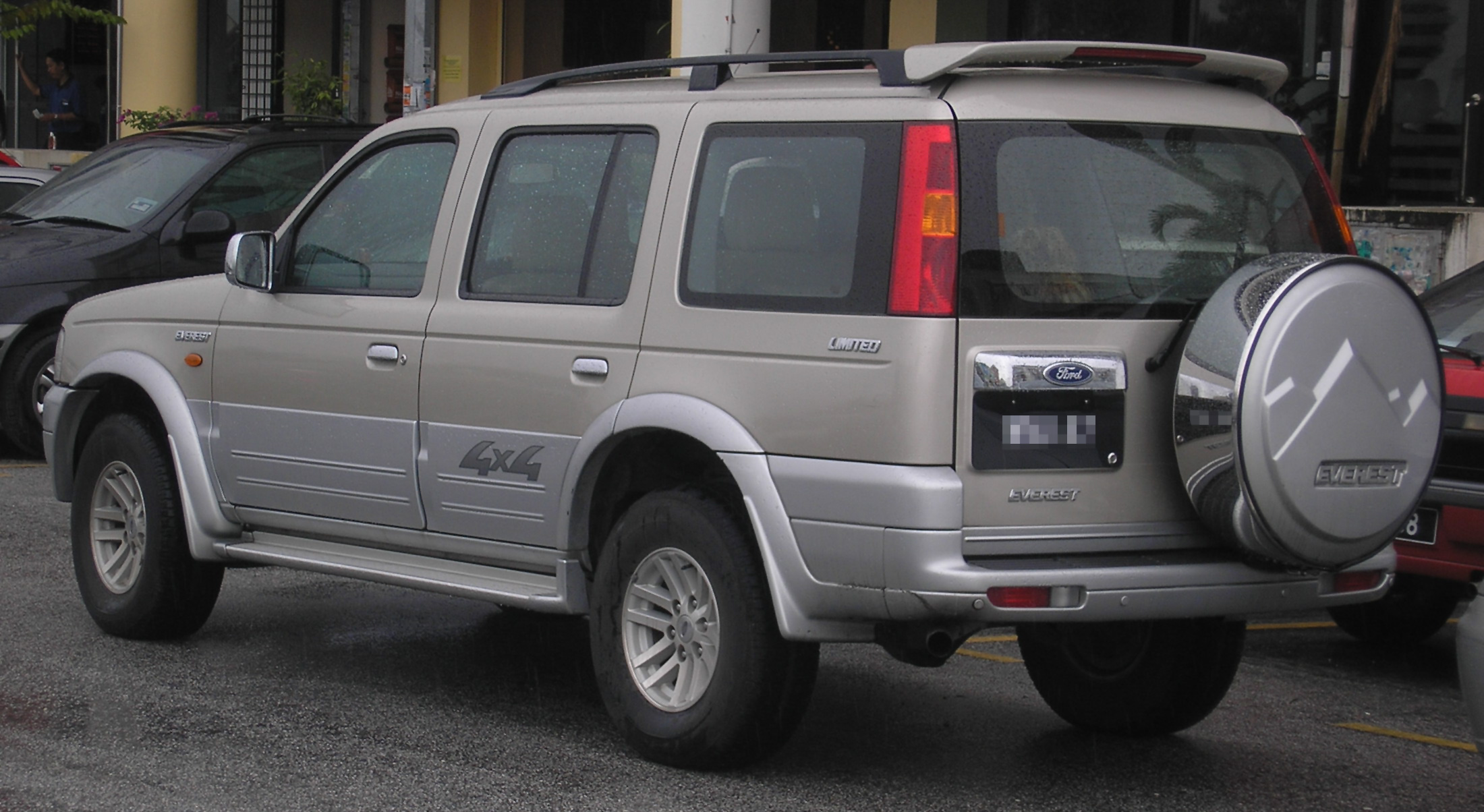
Ford Everest I – tył

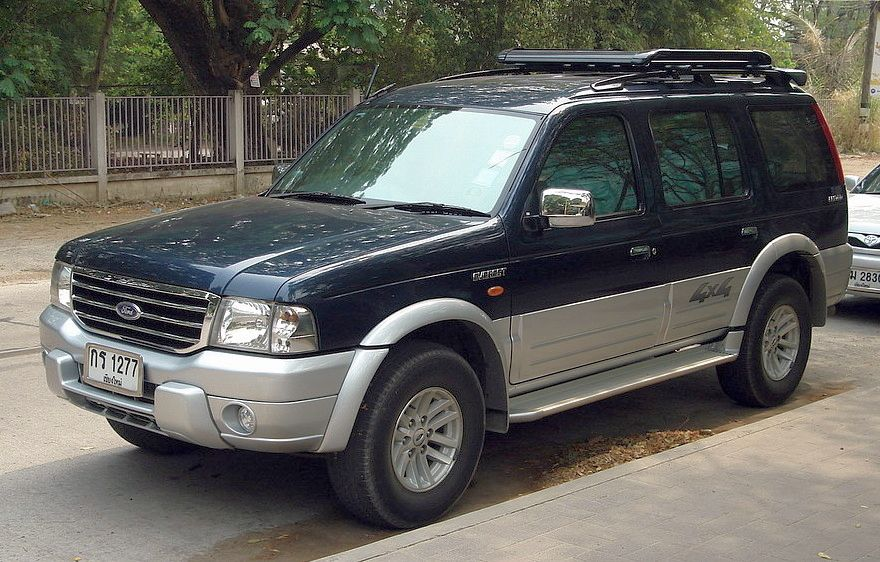
Ford Everest I w Tajlandii

Ford Everest I został po raz pierwszy zaprezentowany w 2003 roku.
W 2003 roku Ford przedstawił swoją odpowiedź na duże japońskie SUV-y opracowane na ramie, oferowane głównie na rynkach azjatyckich i afrykańskich. Podobnie jak w przypadku konkurencji, Everest powstał jako osobowa odmiana pickupa – modelu Ranger.
Samochód zyskał charakterystyczną, kanciastą sylwetkę z wąskimi tylnymi lampami w słupkach oraz duży przedział bagażowy umożliwiający wykorzystanie chowanego, trzeciego rzędu siedzeń. Na rynku indyjskim samochód oferowano pod nazwą Ford Endeavour.

### Silniki
- R4 2.6l EGI 134 KM
- R4 2.5L SOHC Turbodiesel 110 KM

## Druga generacja

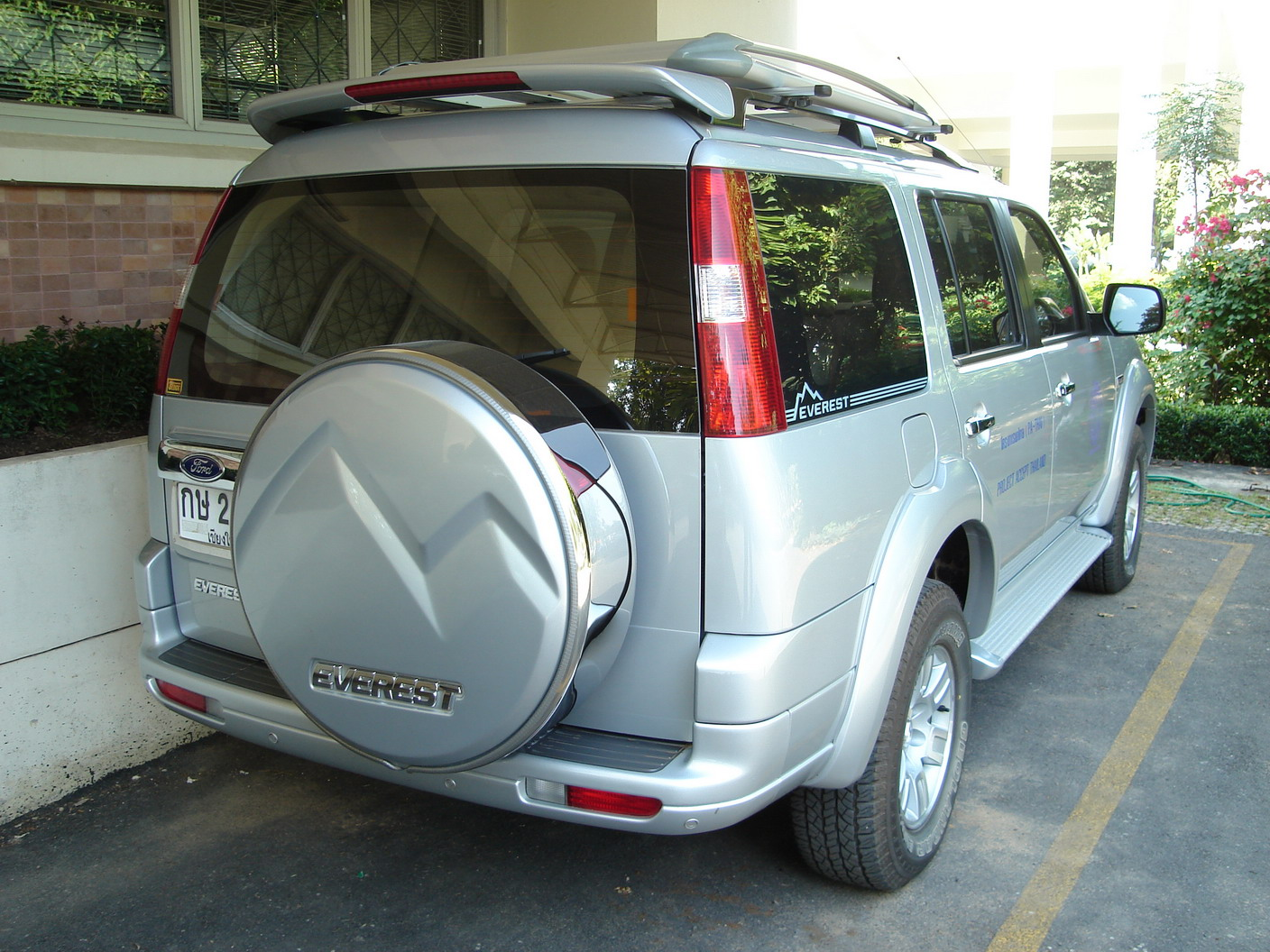
Ford Everest II – tył

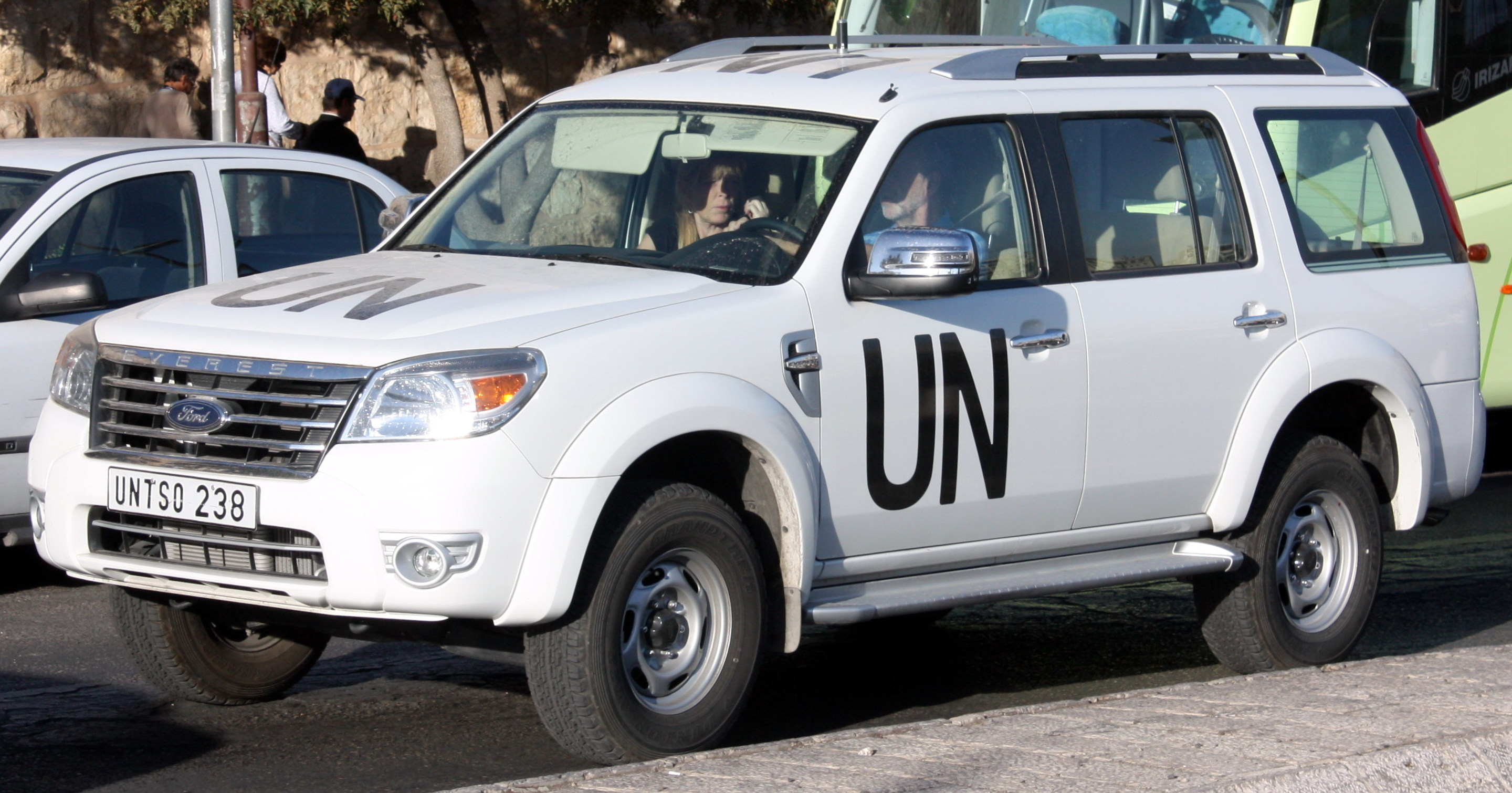
Ford Everest II po liftingu

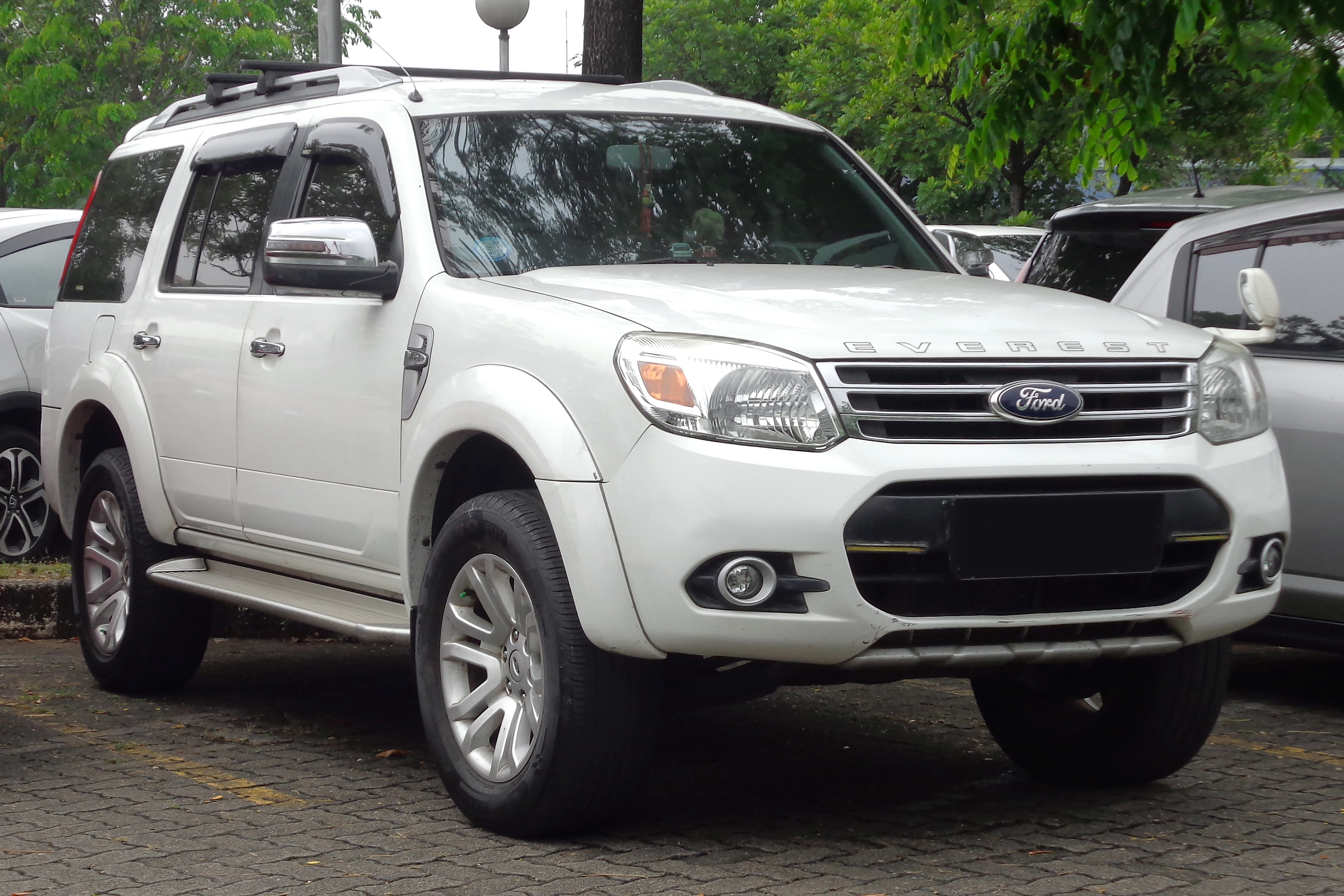
Ford Everest II po drugim liftingu

Ford Everest II został po raz pierwszy zaprezentowany w 2006 roku.
W 2006 roku Ford zaprezentował drugą generację modelu Everest. Samochód powstał tym razem na bazie kolejnego wcielenia Forda Rangera, adaptując po nim wygląd pasa przedniego, kokpit i przednie drzwi.
Pozostała część nadwozia zachowała ewolucyjny kierunek zmian w stosunku do poprzednika – samochód dalej utrzymano w kanciastych proporcjach, z pionowymi tylnymi lampami i opcjonalnym trzecim rzędem siedzeń.

### Restylizacje
W 2009 roku Ford przeprowadził gruntowną modernizację pickupa Ranger, który objął także Everesta II. Samochód otrzymał zupełnie nowy pas przedni z bardziej owalnym kształtem reflektorów, a ponadto większą, chromowaną atrapę chłodnicy i zmodyfikowane wkłady tylnych lamp.
We wrześniu 2013 roku Ford Everest drugiej generacji przeszedł drugą restylizację, która przyniosła kolejne unowocześnienia wizualne głównie koncentrujące się na przednim pasie. Pojawił się przeprojektowany zderzak z sześciokątnym wlotem powietrza, przemodelowany wlot powietrza, a także przestylizowane wkłady reflektorów.

### Silniki
- R4 2.5L Duratorq TDCi 143 KM
- R4 3.0L Duratorq TDCi 156 KM

## Trzecia generacja

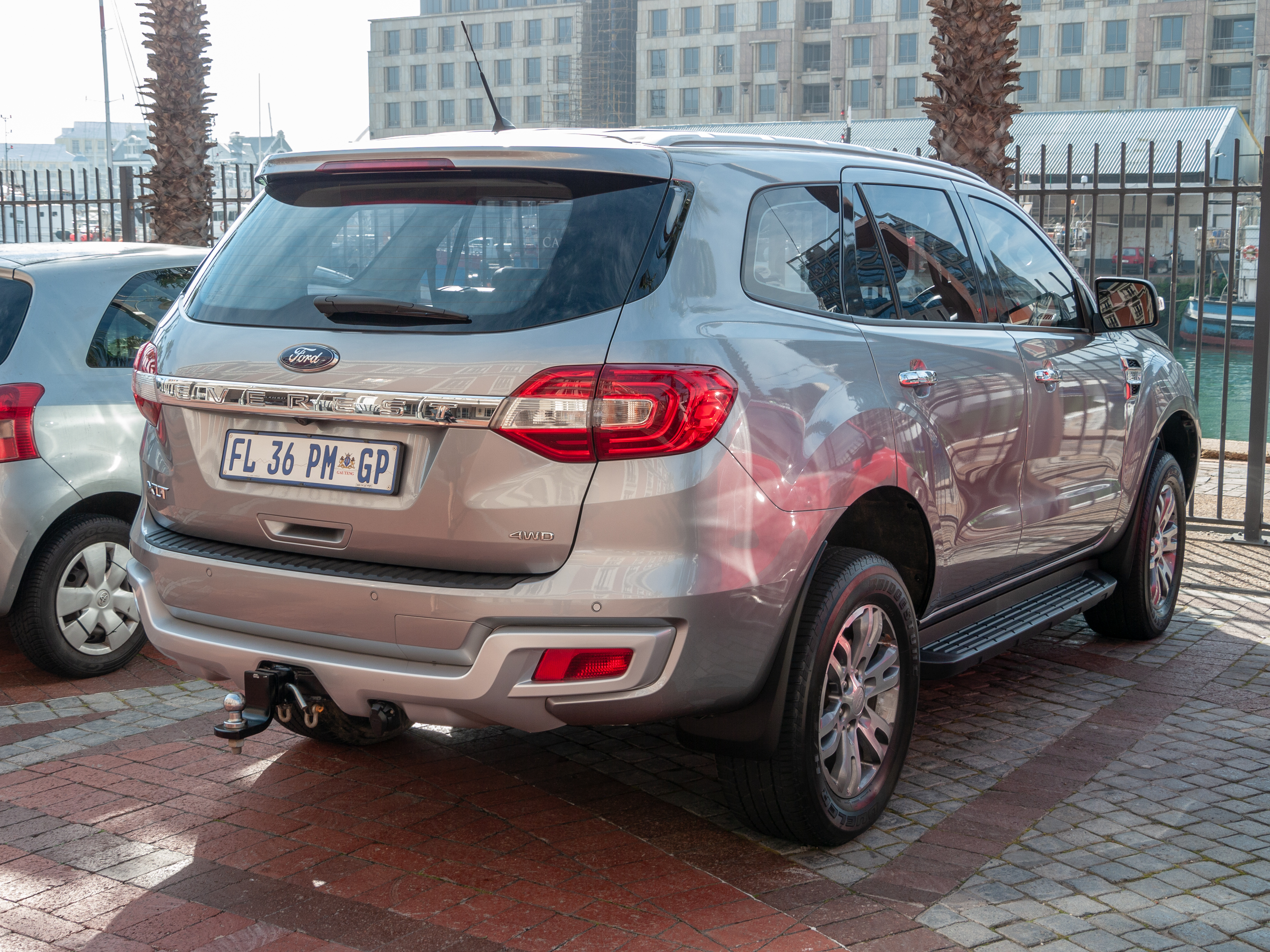
Ford Everest III – tył

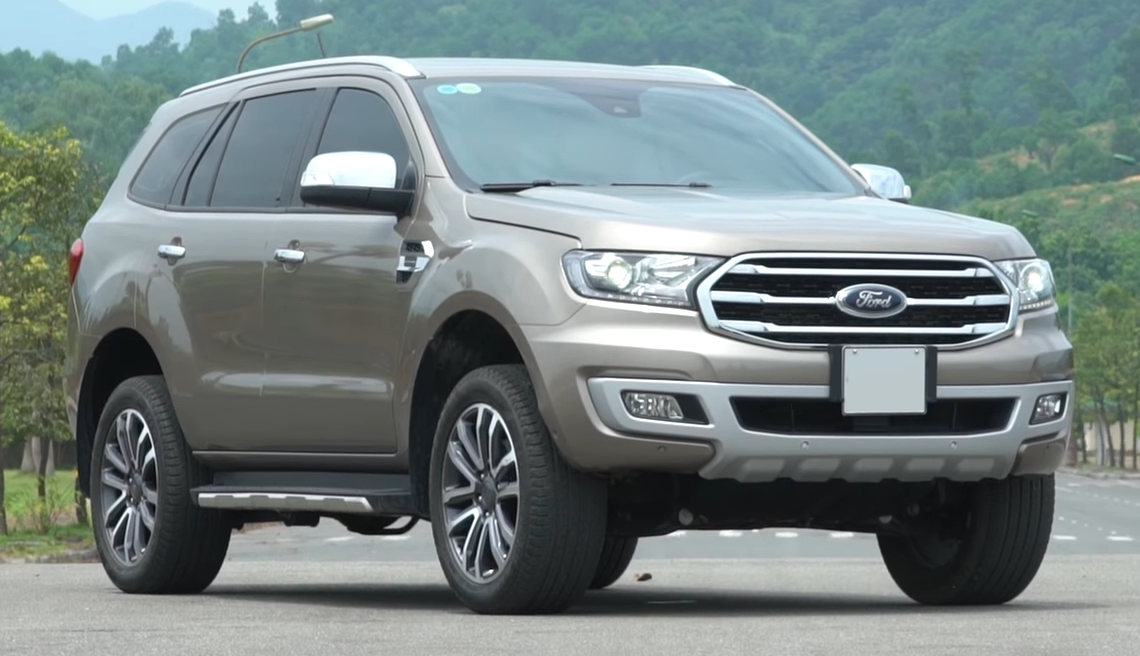
Ford Everest III po liftingu

Ford Everest III został po raz pierwszy zaprezentowany w 2015 roku.
Ford po raz pierwszy zapowiedział opracowane od podstaw, zupełnie nowe wcielenie modelu w sierpniu 2013 roku, prezentując prototyp Everest Concept. Seryjny model miał premierę rok później, w listopadzie 2014 roku. Podobnie jak poprzednicy, Everest III został oparty na bazie kolejnego wcielenia pickupa Ranger.
Sylwetka przeszła istotną metamorfozę – samochód zyskał bardziej krągłą i obłą sylwetkę, wyróżniając się obszernym chromowanym wlotem powietrza, dwuczęściowymi lampami tylnymi, a także wysoko poprowadzoną linią okien. Kabina pasażerska umożliwiła transport do maksymalnie 7 pasażerów w trzech rzędach siedzeń, z kolei deska rozdzielcza została w całości przejęta z pokrewnego pickupa Ranger.

### Lifting
W kwietniu 2019 roku zaprezentowano model po drobnej modernizacji. Pojawiło się nowe wypełnienie atrapy chłodnicy, nowa kolorystyka nadwozia, większy ekran dotykowy w środku oraz zmodernizowana gama jednostek napędowych.

### Sprzedaż
Po raz pierwszy w historii Everesta, samochód poza rynkiem Azji Wschodniej oraz Indii, gdzie tradycyjnie nadano mu nazwę Ford Endeavour, trafił on do sprzedaży także w Australii i Nowej Zelandii, Chinach i Afryce Południowej. W przeciwieństwie do pokrewnego Rangera, samochód nie był sprzedawany w Ameryce Południowej, Europie czy Ameryce Północnej.

### Silniki
- R4 2.2L Duratorq 118 KM
- R5 3.2L Duratorq 197 KM

## Czwarta generacja

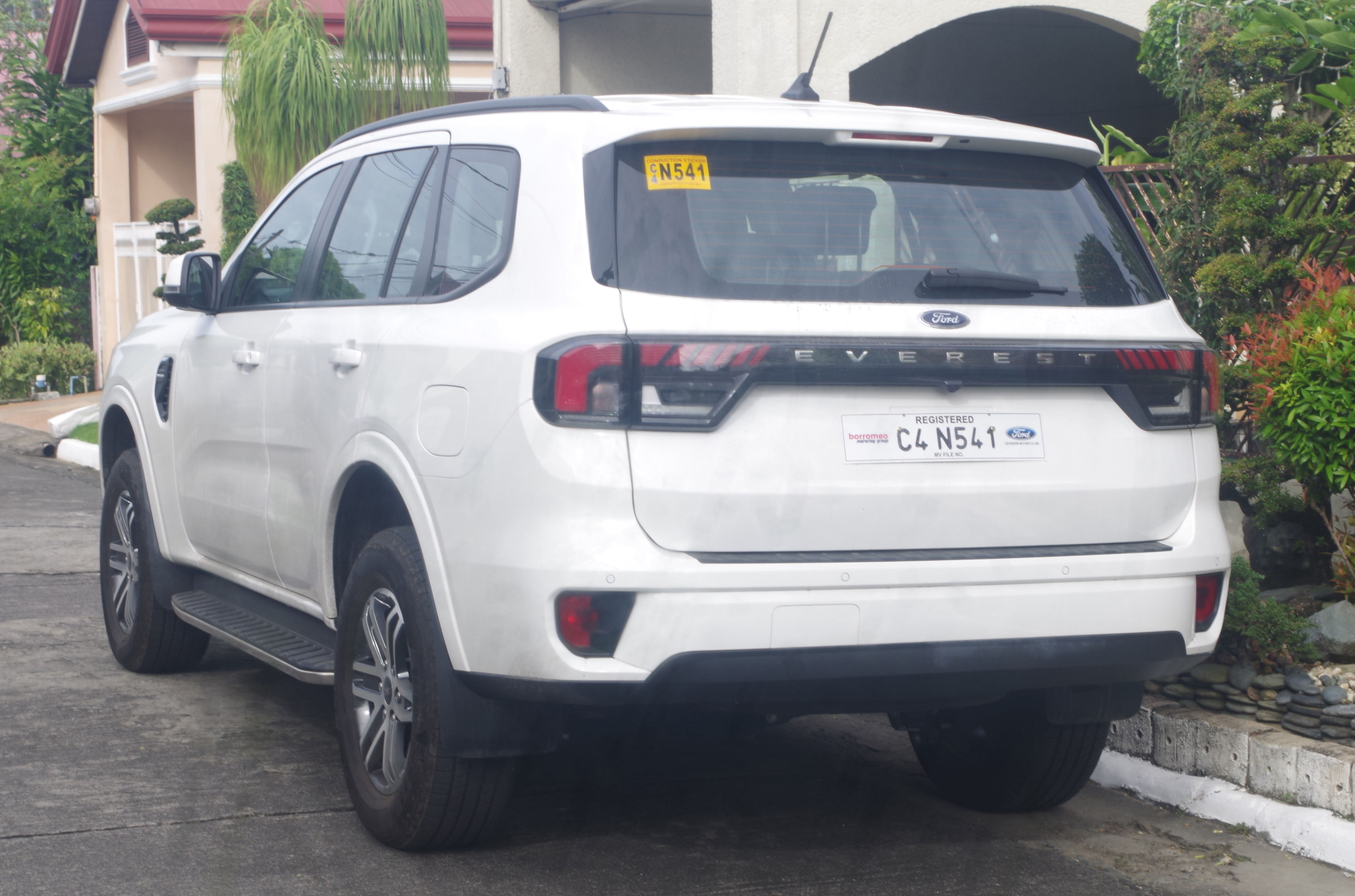
Ford Everest IV - tył

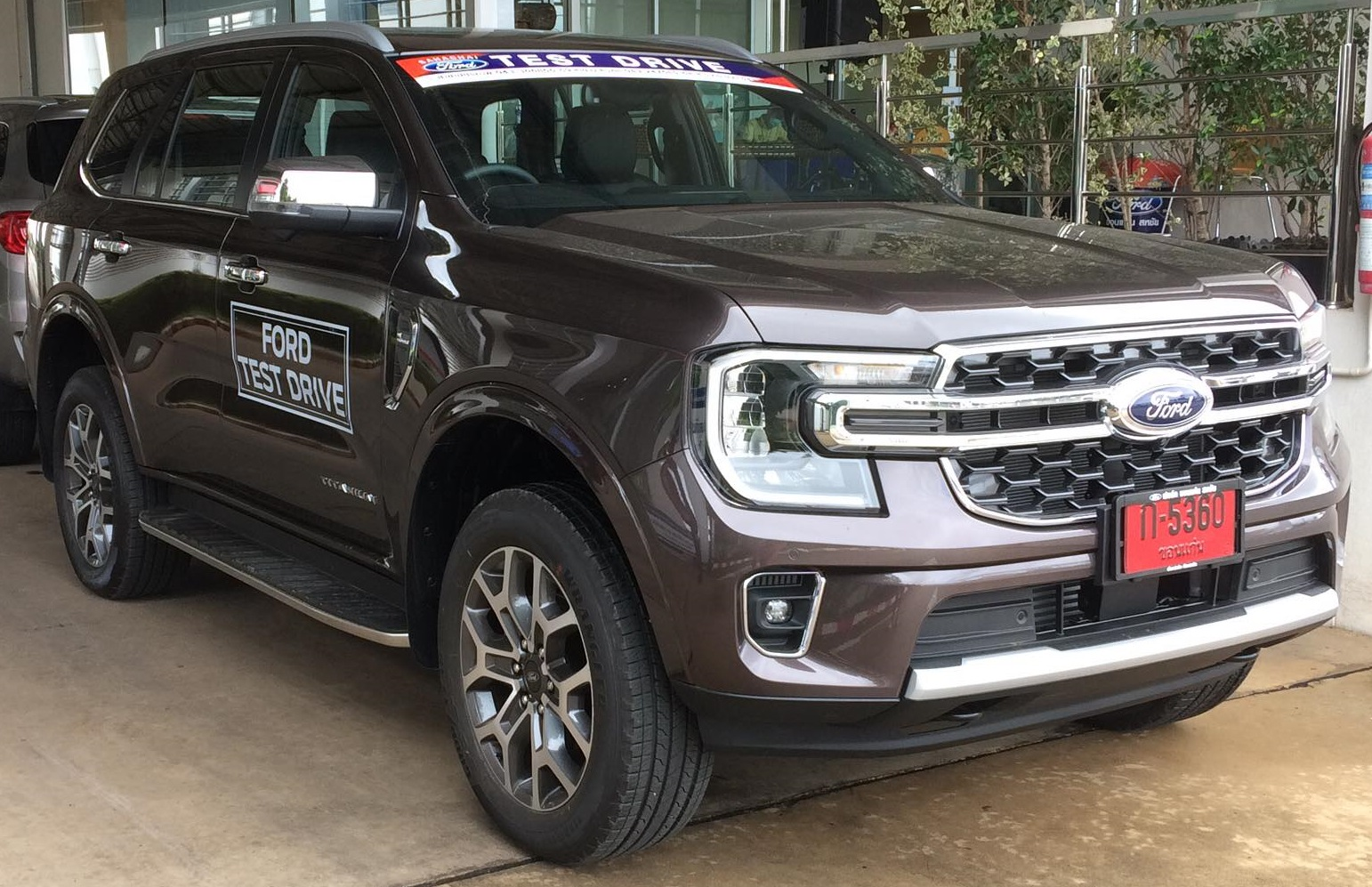
Ford Everest IV Titanium

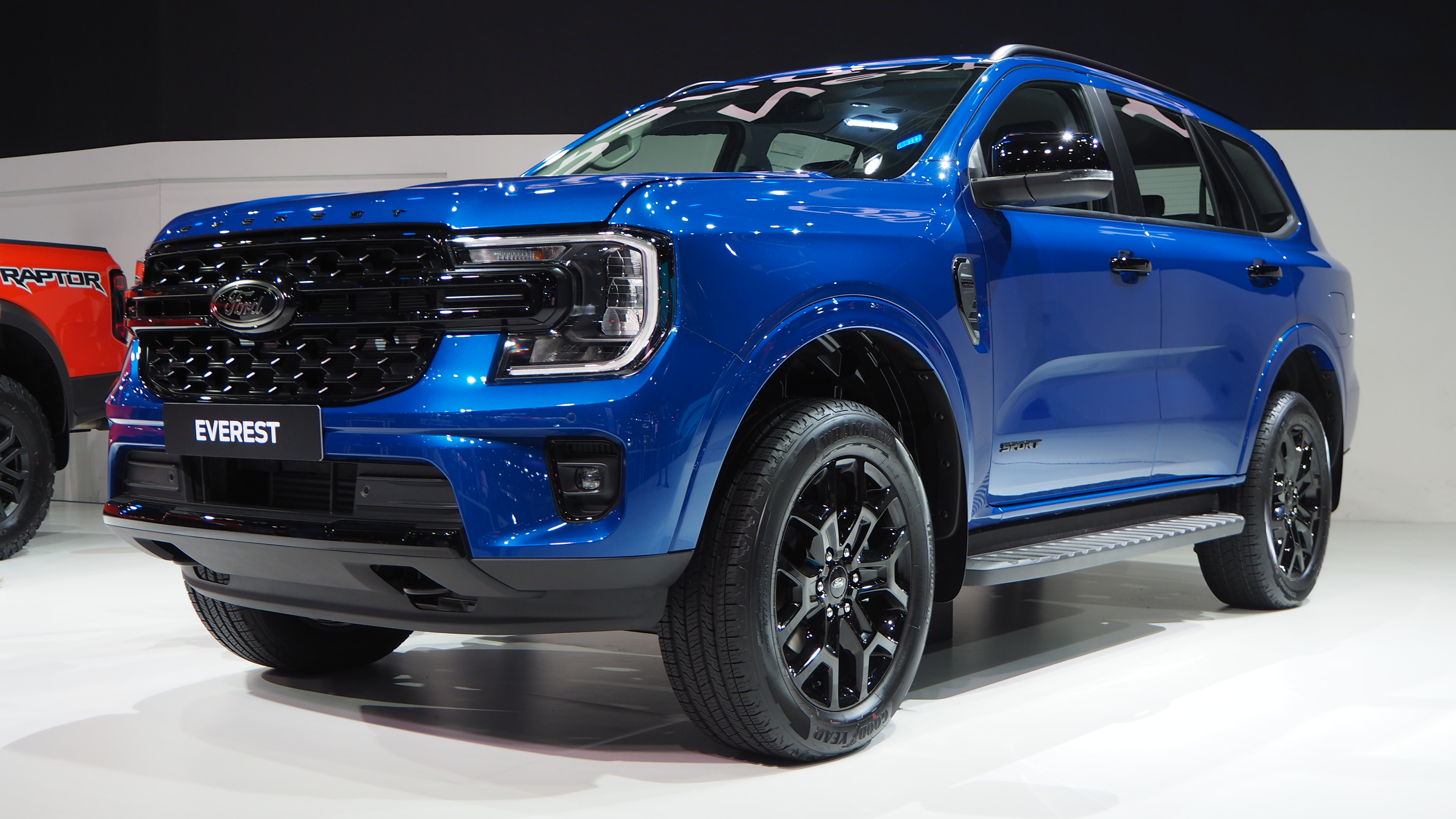
Ford Everest IV Sport

Ford Everest IV został po raz pierwszy zaprezentowany w 2022 roku.
Po 7 latach produkcji dotychczasowego wcielenia, jako uzupełnienie do przedstawionej z końcem 2021 roku nowej generacji pickupa Ranger, zadebiutował zupełnie nowy, oparty na nim SUV Everest. Pod kątem wizualnym samochód przeszedł ewolucyjny zakres zmian, zachowując charakterystyczną, obłą i masywną sylwetkę z wysoko poprowadzoną linią okien i ściętą maską. Jednocześnie, Ford Everest czwartej generacji stał się obszerniejszy i przestronniejszy m.in. dzięki zwiększonemu o 50 mm rozstawowi osi.
Kabina pasażerska, mogąca pomieścić od 5 do 7 pasażerów, wyposażona została w deskę rozdzielczą w całości zapożyczoną z modelu Ranger. Zdominowana ona została przez pionowy ekran dotykowy o przekątnej 10,1 lub 12 cali, obsługujący system multimedialny SYNC4 nowej generacji. W czasie, gdy podstawowe warianty wyposażone są w dźwignię zmiany trybów jazdy automatycznej przekładni, tak topowe warianty posiadają mniejszy joystick typu shift-by-wire.
Podobnie jak w przypadku modelu Ranger, stylizacja Forda Everesta IV w obszernym zakresie różni się w zależności od wariantu wyposażeniowego. Podstawowe, Ambiente i Trend, łączą akcenty z czarnego plastiku i imitacją aluminium, topowa Sport zdobiona jest kontrastową, polerowaną czernią, a Platinum – lśniącym aluminium.

### Sprzedaż
Podobnie jak poprzednik, Ford Everest czwartej generacji zbudowany został głównie z myślą o rynkach Azji Wschodniej, jak Tajlandia, Indonezja, Malezja czy Filipiny, a także Australii i Nowej Zelandii. Amerykański producent nie przewidział oferowania samochodu na rynku europejskim, ponadto – po raz pierwszy samochód nie trafił też do produkcji w Indiach, gdzie firma zamknęła lokalne operacje.

### Silniki
- R4 2.3l EcoBoost
- R4 2.0l EcoBlue Turbo
- R4 2.0l EcoBlue Twin-turbo
- V6 3.0l Power Stroke